# Hasarinella
Hasarinella là một chi nhện trong họ Salticidae.